# مهدي علي حمدون
مهدي علي حمدون هو شاعر يمني. ولد عام 1936 في قرية الوهط في محافظة لحج. تلقى تعليمه في مسقط رأسه، ولم يكمل دراسته. عمل مدرساً في الوهط، وفي 1962 انتقل إلى عدن وانضم لهيئة التدريس في المعهد الإسلامي هناك. ناضل ضد الإستعمار البريطاني في جنوب اليمن. كتب الشعر الحميني وله مساجلات في شعر الدان اللحجي. كتب القصائد والأناشيد الغنائية الوطنية والعاطفية. له ديوان شعر مطبوع صدر بعد وفاته بعنوان «ضناني الشوق».